# توم دوك
توم دوك (بالإنجليزية: Tom Doak)‏ هو مهندس المناظر الطبيعية أمريكي، ولد في 16 مارس 1961.